# Mühlenbrücke (Hann. Münden)

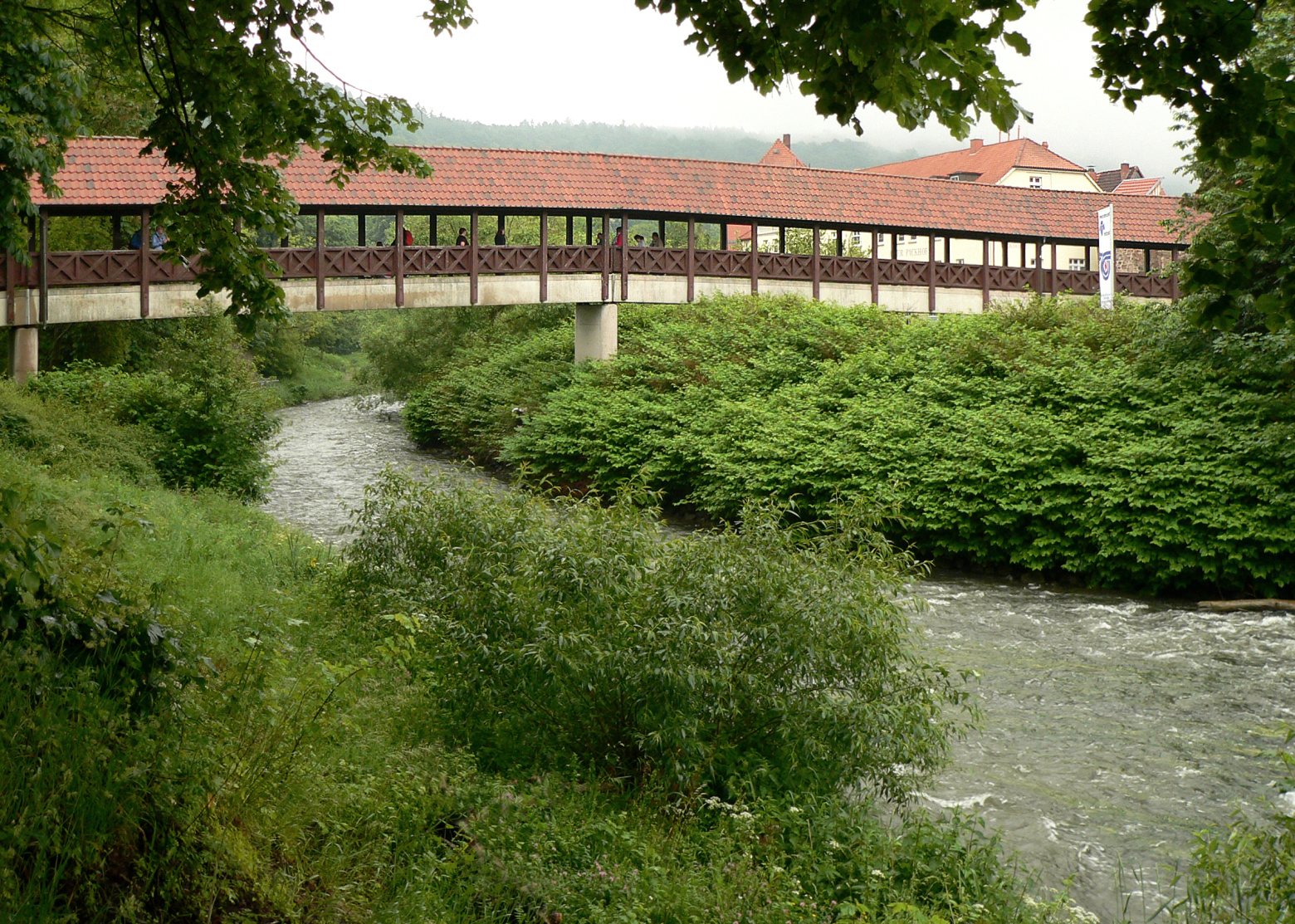
Die Mühlenbrücke über einen Flussarm der Fulda, rechts der Eselwerder (2016)

Die Mühlenbrücke ist eine 76,5 Meter lange Fußgängerbrücke über einen Flussarm der Fulda und den Eselwerder in Hann. Münden. Sie wurde von 1978 bis 1979 errichtet und verbindet die Altstadt mit dem Tanzwerder. Es handelt sich um eine Balkenbrücke aus  Beton, der auf Betonstützpfeilern ruht. Der hölzerne Brückenaufbau weist ein ziegelgedecktes Satteldach auf. Die Brücke verläuft nicht gradlinig, sondern knickt mehrfach im leichten Winkel ab. Optisch passt sich das Bauwerk dem Stadtbild der Fachwerk-Altstadt an, da es den Eindruck eines mittelalterlichen Wehrgangs erweckt.
Benannt ist die Brücke nach ihrer Lage an der Graumühle, die seit dem Mittelalter als Wassermühle an der Fulda bestand. Auf einigen historischen Bildern, wie dem von Merian um 1654, ist an der Stelle der heutigen Brücke ein Steg über die Fulda dargestellt. 1888 wurde ein „Eiserner Steg“ über den Fluss in Höhe der Graumühle errichtet, die in den 1970er Jahren im Zuge der Altstadtsanierung abgerissen wurde. Der ebenfalls abgerissene Steg verlief im Bereich der heutigen Mühlenbrücke.
Die Brücke wird hauptsächlich von Personen auf dem Weg in die Altstadt frequentiert, die den Parkplatz auf dem Tanzwerder nutzen.

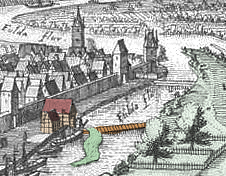
Darstellung eines Stegs über die Fulda von der Graumühle zum Tanzwerder, Merian um 1654
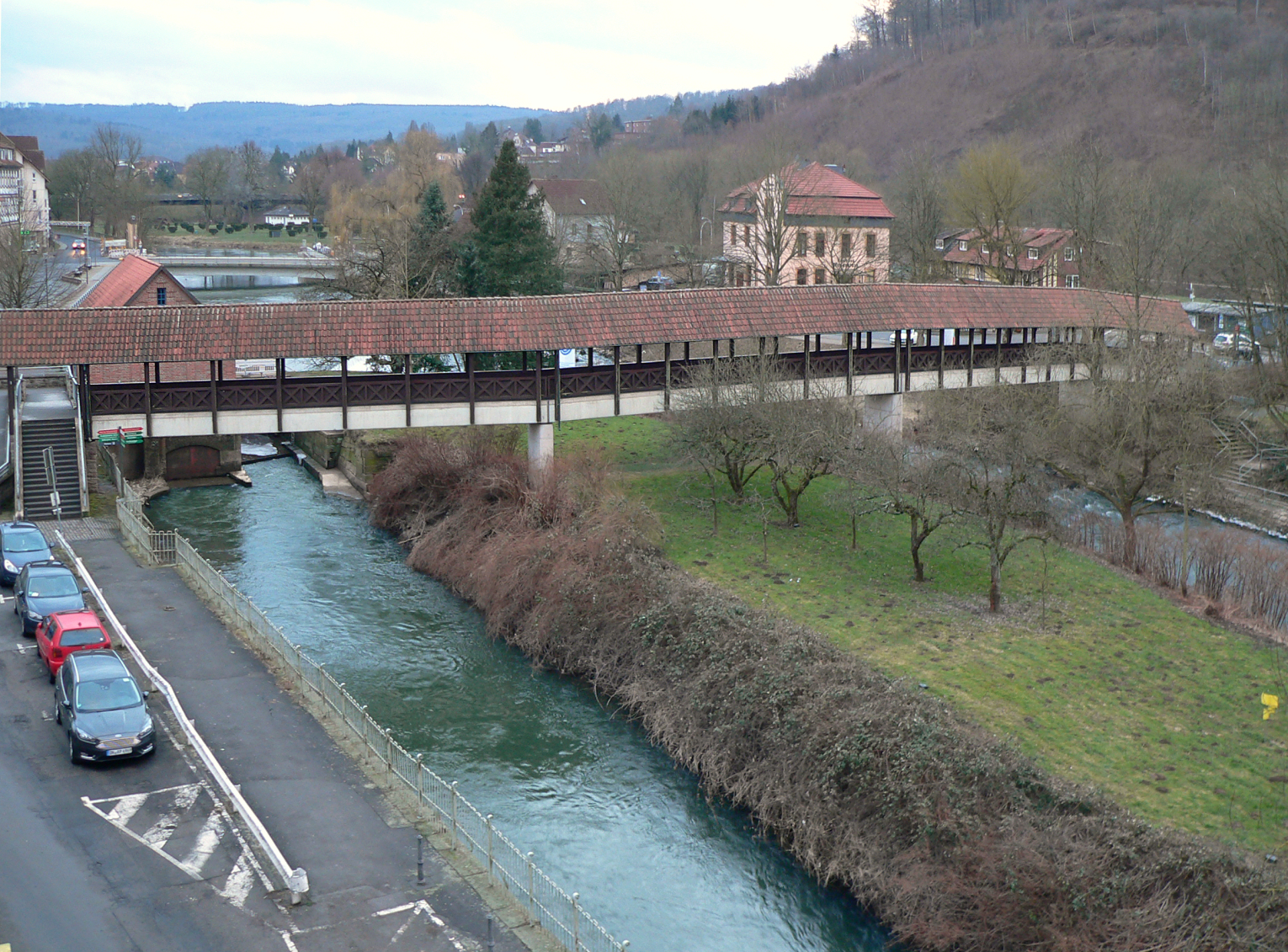
Blick von oben auf die Mühlenbrücke und den Eselwerder
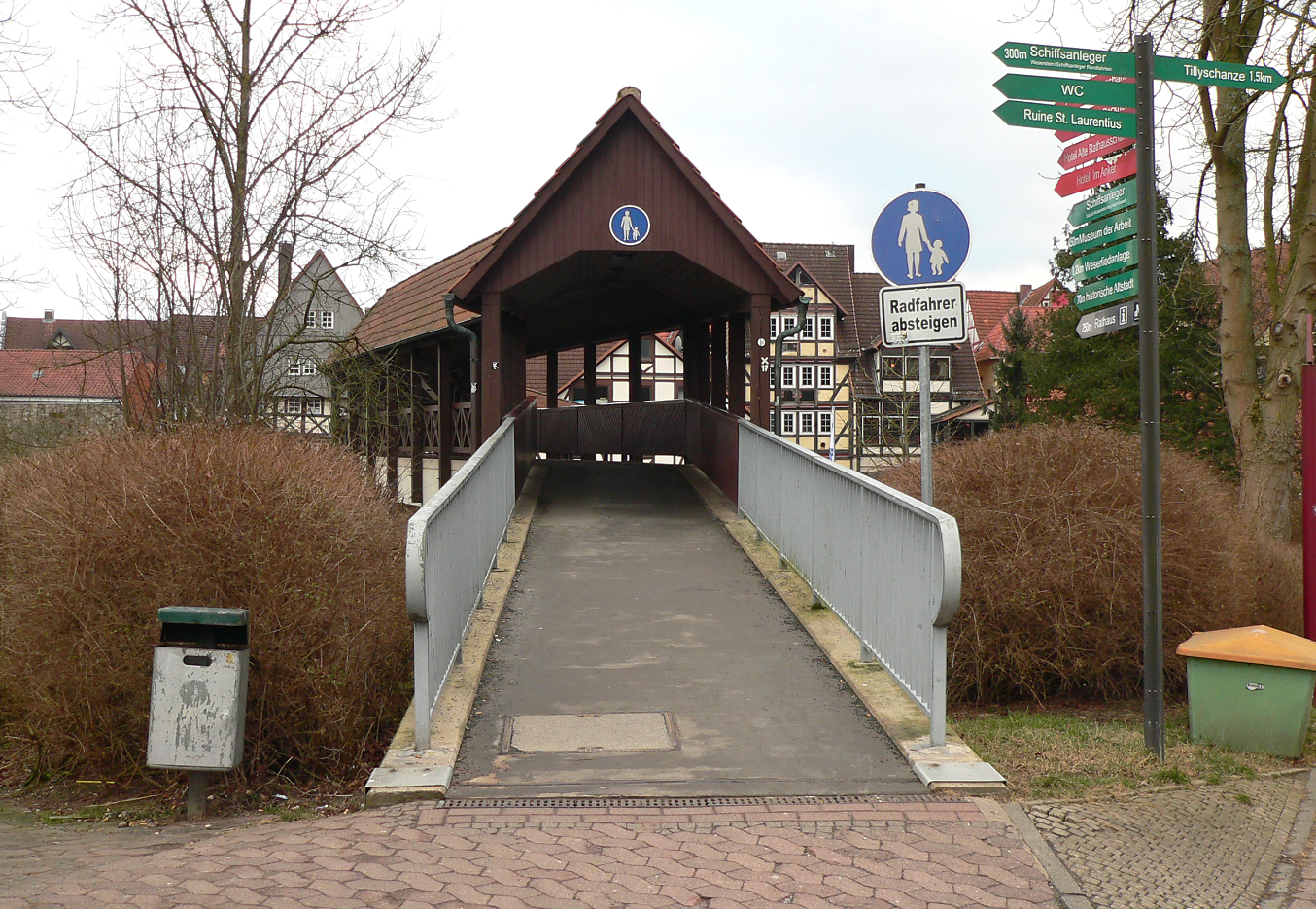
Aufgang zur Brücke auf der Westseite
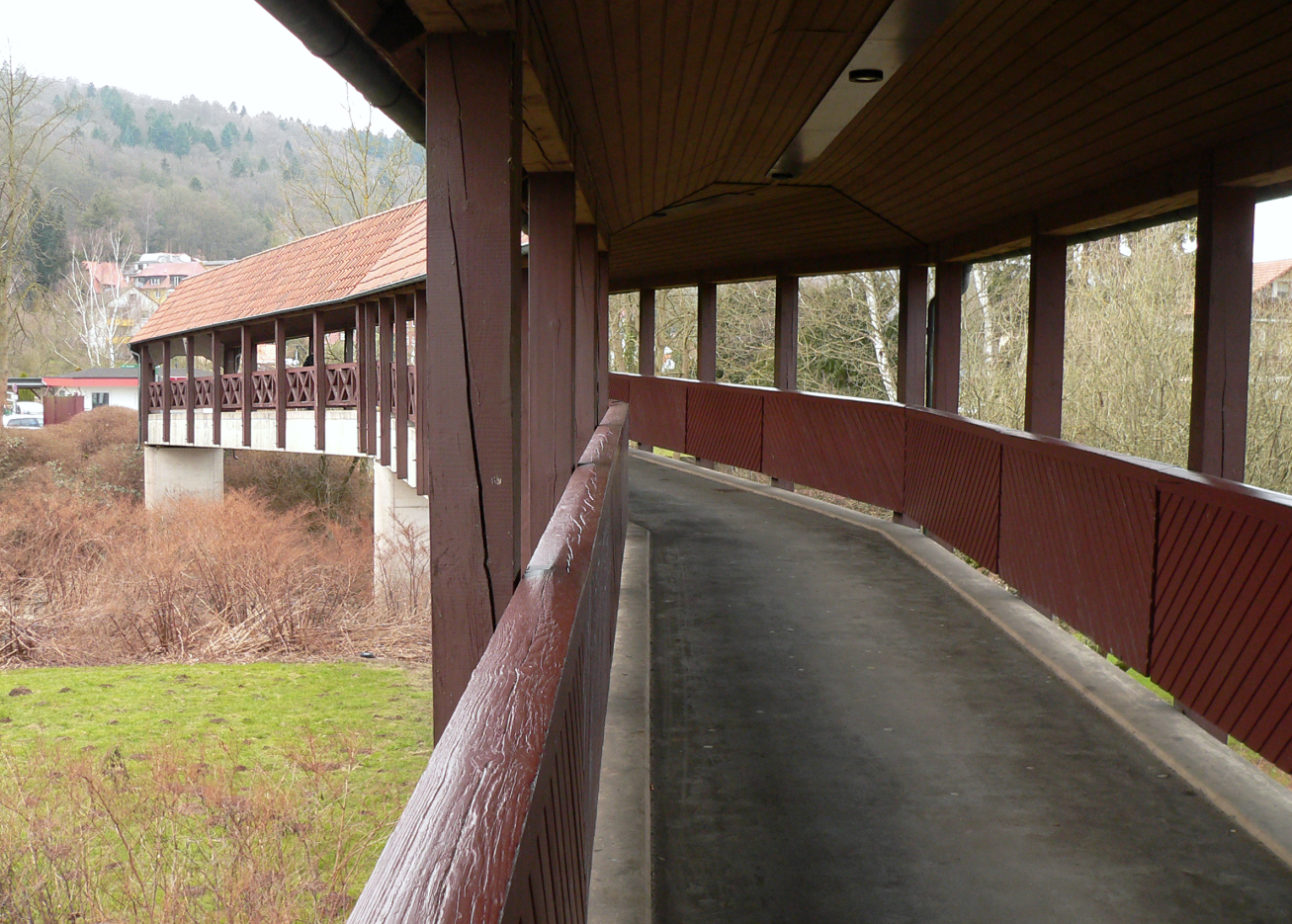
Das Innere der Brücke mit Abknickungen